# Metapolycope kornickeri
Metapolycope kornickeri är en kräftdjursart som beskrevs av V. G. Chavtur 1979. Metapolycope kornickeri ingår i släktet Metapolycope och familjen Polycopidae. Inga underarter finns listade i Catalogue of Life.